# 博科德

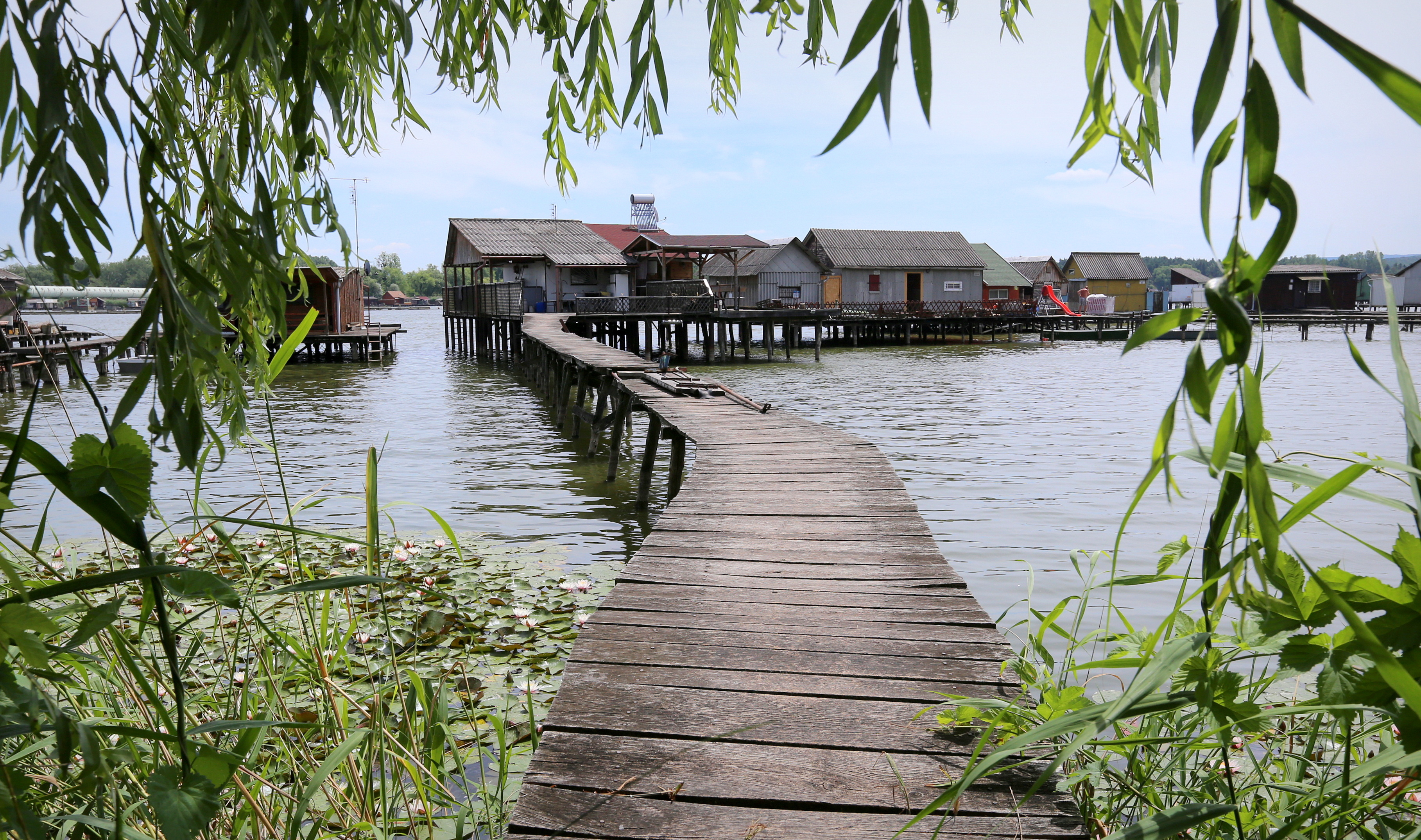

博科德，是匈牙利科马罗姆-埃斯泰尔戈姆州所辖的一个村。总面积29.92平方公里，总人口2187，人口密度73.1人/平方公里（2011年1月1日）。